# Rhododendron euchroum
Rhododendron euchroum är en ljungväxtart som beskrevs av Isaac Bayley Balfour och Kingdon-Ward. Rhododendron euchroum ingår i släktet rododendron, och familjen ljungväxter. Inga underarter finns listade i Catalogue of Life.